# Joey Porter
Joey Porter (* 22. März 1977 in Kansas City, Missouri) ist ein ehemaliger US-amerikanischer American-Football-Spieler auf der Position des Linebackers. Er spielte für drei Teams in der National Football League (NFL) und gewann mit den Pittsburgh Steelers den Super Bowl.

## Karriere

### Pittsburgh Steelers
Porter spielte zunächst an der Colorado State University College Football und wurde in der dritten Runde der NFL Draft 1999 von den Pittsburgh Steelers ausgewählt. Er spielte bis 2007 für das Team aus Pittsburgh. 

### Miami Dolphins
Am 1. März 2007 wurde er von den Steelers entlassen und unterschrieb einen Vertrag bei den Miami Dolphins.

### Arizona Cardinals
Im März 2010 unterschrieb er dann einen Vertrag bei den Arizona Cardinals, für die er zwei Jahre spielte.
Porter fiel durch diverse Undiszipliniertheiten auf und abseits des Feldes auf und wurde öfters bei der Wahl zum schmutzigsten Spieler ins Spitzenfeld gewählt.

### Erfolge
Joey Porter spielte in den Jahren 2002, 2004, 2005 und 2008 im Pro Bowl. Am 5. Februar 2006 gewann er gemeinsam mit den Pittsburgh Steelers den Super Bowl XL.

## Persönliches
Porters Sohn Joey Porter Jr. ist ebenfalls Footballspieler und spielt seit 2023 für die Pittsburgh Steelers.
| Personendaten    | Personendaten                     |
| ---------------- | --------------------------------- |
| NAME             | Porter, Joey                      |
| KURZBESCHREIBUNG | US-amerikanischer Footballspieler |
| GEBURTSDATUM     | 22. März 1977                     |
| GEBURTSORT       | Kansas City, Missouri             |